# Tomos Hajnal
B. Tomos Hajnal (Négyfalu, 1957. december 2. –) csángó magyar újságíró, költő.

## Életútja
Középiskoláit szülővárosában végezte (1976), majd a bukaresti külkereskedelmi (1978), ill. a szecselevárosi közélelmezési technikumban szerzett diplomát. 1979–85 között a brassói gépkocsigyárban dolgozott, 1985–93 között a négyfalusi polgármesteri hivatal tisztviselője, 1993-tól ugyanott az Electroprecizia Iskolacsoportnál oktató mester. Azóta elvégezte a Spiru Haret Főiskolát, majd mesteri fokozatot szerzett. Nyugdíjazásáig a Victor Jinga Szakközépiskola tanára volt.

## Munkássága
Versei, riportjai 1993-tól jelentek meg a Brassói Lapokban, amelynek 1995-ig állandó munkatársa volt, 1995 és 2001 között pedig a Romániai Magyar Szó tudósítója volt. Jelenleg a  Káfé Főnix irodalmi és fotóművészeti portál, a Lenolaj kulturális online műhely, a Hetedhéthatár Magazin, az Art'húr Irodalmi Kávéház, A Hetedik, az Arnolfini Kantin, a Terebess portál, a Litera-Túra irodalmi és művészeti magazin,  a Maradok#Vers#Dal Háló, a Szilfa-Líra Kávéház, DunapART Magazin, a Kalamáris és még jó néhány internetes oldal közli alkotásait . A papíralapú közlemények közül a Brassói Lapok, a Várad, az Újvárad, a Székelyföld,  az erdélyi Előretolt Helyőrség,a kanadai Kalejdoszkóp, az Aranypor, a Székely Idő, az Erdélyi Toll, a Hétfalu és a Hintaszék irodalmi melléklet publikálta alkotásait. Számos verse jelent meg a Magyarul Bábelben c. irodalmi antológiában angol, olasz, román és szerb fordításban.  
Néhány versét Márk Attila zenésítette meg, ezek az előadóművésznek A második kérdés és a Reflexiók c. hangkazettáin is szerepelnek. Versei a Fagyöngy (Székelyudvarhely 1994), a Cseke Gábor szerkesztette Erdélyi és csángó költők (Brassó, 2007), a 101 vers Brassóról (Kolozsvár, 2008), a Hangok és harangok (Pécs, 2017), a Kigondolt kabát (Pécs, 2020) a Szóhalászok (Pécs, 2020), az Angyalhangok (Pécs, 2020),Valami tavasz (Pécs 2021), fölfelé (Pécs 2021),Tollászkodó (Pécs 2022), Hová (Pécs 2022) antológiákban, valamint  A Hetedik Irodalmi Folyóirat I.( Pécs 2021) és II.(Pécs 2022) antológiájában is szerepelnek. Jelenleg az Art'húr Gondola „Jegyzet a napról” című rovatát szerkeszti. 

## Kitüntetések
- Előretolt helyőrség – Karanténok-pályázat nyertese, 2020
- Litera-Túra Kiadó – Kigondolt kabát-pályázat III.helyezettje, 2020
- Liget folyóirat – Viszontlátás-alkotói pályázat nyertese, 2020
- A Total Art Nemzetközi Művészeti Egyesület alkotói pályázatának különdíja, 2022
- Zajzoni Rab István bizottság - Zajzoni Rab István-díj 2024

## Kötetei
- A füvesasszony. Versek; vál., utószó Lendvay Éva; Fulgur, Brassó, 1993

- A mérleg hava, versek (szerkesztette és az előszót írta Cseke Gábor), M.E.K., 2013

- Napló, versek (szerkesztette és az előszót írta Cseke Gábor, illusztrálta Keszthelyi György), M.E.K., 2014

- Ahogy a sors hozta, interjúk, emlékezések, karcolatok (szerkesztette és az utószót írta Cseke Gábor), Brassó, 2015

- Szembeúszás, versek; Brassó, 2015

- Látlelet, versek (szerkesztette és az utószót írta Cseke Gábor), Brassó, 2015

- Mesterek és hagyományok, interjúk (a felvételeket Pásztori Imre és B. Tomos Hajnal készítette), Brassó, 2015
- Barlangfeliratok, magyar-angol versek (fordította Andrea Van Horn), Brassó, 2015
- Közelképek, versek, interjú; Brassó, 2016
- Apokrif muzsika, versek (szerkesztette és az utószót írta Cseke Gábor), Brassó, 2016
- Csaláning, versek (szerkesztette Cseke Gábor, fedőlap Hajdú Mónika, kritikai értékelések: Lendvay Éva, Cseke Gábor és Kapui Ágota), M.E.K., 2017
- Van ilyen? Szellemi négykezes-rövidpróza, az illusztrációkat Nászta Katalin készítette (szerkesztette Cseke Gábor, az előszót Cseke Gábor és Nászta Katalin írta), M.E.K., 2018
- Légyölő galóca, kispróza (szerkesztette Cseke Gábor, az illusztrációkat Szász Benedek Anikó készítette), M.E.K., 2020
- Csöndvirágok, haiku-versek (szerkesztette B. Tomos Hajnal, az illusztrációkat Szász Benedek Anikó készítette), M.E.K., 2020
- A mi időnkben, versek (szerkesztette B. Tomos Hajnal, az előszót  írta Nászta Katalin), Brassó, 2020
- Családfám és árnyéka - emlékezések, tárcák (szerkesztette B.Tomos Hajnal), Brassó, 2022
- Szóról szóra - ímélinterjúk (szerkesztette B.Tomos Hajnal), Brassó, 2022